# Theam
THEAM est une société nantaise spécialisée dans la construction de tapis convoyeur à béton embarqué sur malaxeur. Premier fabricant de TCBE[réf. nécessaire], l'activité principale de la société repose sur la manutention du béton prêt à l'emploi sur courte et moyenne distance. Toute sa gamme de tapis est fabriquée en France à Sautron.
En mars 2008, la société accueille la secrétaire d'État chargée du commerce extérieur, Anne-Marie Idrac.

## Historique
- 1977 : invention du concept, dépôt d'un brevet et fabrication du premier tapis en acier 10 mètres.
- 1980 : lancement du premier tapis en aluminium (AL10).
- 1982 : développement à l'export.
- 1985 : conception du système de double rotation pour livrer le béton à 310° autour du malaxeur.
- 1987 : apparition d'un système de télécommande des tapis
- 1992 : intégration de la première radiocommande pour les tapis convoyeurs.

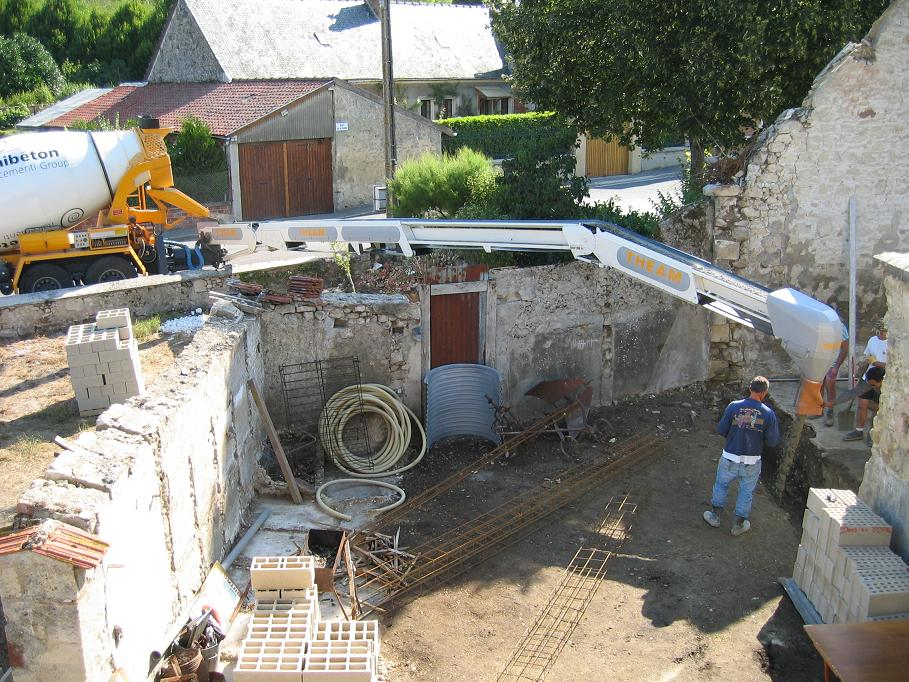
Franchissement d'obstacle grâce à un tapis convoyeur.

- 1994 : lancement des tapis avec béquilles.
- 1998 : lancement des béquilles simples et double latérales.
- 2000 : THEAM prend son indépendance commerciale[Quoi ?] sur la France ; intégration d'un laveur haute pression (140 bars).
- 2004 : lancement de la rotation bielle.
- 2005 : création d’une filiale en Allemagne ; lancement des tapis AL8 et TS13 ; lancement de la caractérisation renforcée de chaîne.
- 2006 : création d’une filiale en Thaïlande ; bureaux en Italie, Espagne et Angleterre.
- 2007 : dépôt d'un brevet de goulotte rotative.
- 2013 : Reprise de la société avec nouvelle direction et changement de raison sociale : RotaTHEAM SAS[3].
- 2015 : déménagement à Sautron.

## Présence internationale
Présente dans 40 pays (France, Irlande, Afrique du Sud, Italie, Allemagne, Luxembourg, Autriche, Norvège, Belgique, Hollande, Brésil, Pologne, Bulgarie, Portugal, République Tchèque, Corée du Sud, Roumanie, Croatie, Royaume-Uni, Danemark, Suède, Espagne, Suisse, Turquie, Grèce, Inde, Finlande,Nouvelle Zélande, Chine) THEAM se place au premier rang des producteurs de TCBE avec plus de 8 400 tapis vendus dans le monde entier et réalise 50 % de son chiffre d'affaires à l'export.

## Gammes de produits
L'activité principale de THEAM (THEAM Béton) repose sur trois gammes de tapis convoyeurs à béton : 
- RotaTHEAM : tapis télescopiques à goulotte rotative (T3D12, T3D16) ;
- TeleTHEAM : tapis télescopiques (TS13v2, TS15, TD16.5, TDL16.5) ;
- EcoTHEAM : tapis standards (PR12, PG12).